# ブネ

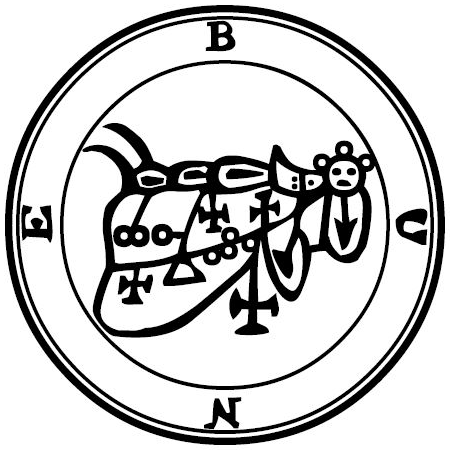
『ゴエティア』に記されたブネのシジルその1

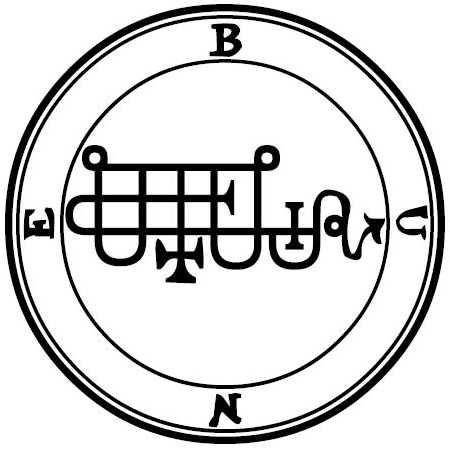
『ゴエティア』に記されたブネのシジルその2

ブネ（Bune）はヨーロッパにおける悪魔学で言及される悪魔の一人。

## 概要
ビム（Bim）、ビメ（Bime）とも呼ばれる。グリモワール『ゴエティア』によると、地獄の30の軍団を率いる序列26番の強壮な大公爵とされる。
召喚されると犬・グリフォン・人間の、三つの頭部を持つドラゴンの姿で現れる。
高く威厳のある声音で話すという。死体を移動させたり、召喚者が用意した墓地に配下の悪魔を集結させたりする力を持つ。また、人に富や知識、雄弁さを与える力も持つ。求められれば質問に対して真摯に答えてくれるという。
コラン・ド・プランシーは著書『地獄の辞典』の中で、ブネをタタール人に伝わるブニと呼ばれる悪霊に結び付けている。